# Rossano Veneto
Rossano Veneto és un municipi d'Itàlia a la província de Vicenza a la regió del Veneto. El 2019 tenia 8130 habitants.
El poble té certament orígens romans (el nom prové d'un fundus Roxianus o «possessió d'un cert Roxius»). Els primers esments del Rossano actual daten de mitjan segle xi, quan la noble Ermiza i el seu fill Forzura hi van construir un castell. La fortalesa era situada al lloc de l'actual església parroquial, al voltant de la qual subsisteixen els fossats de defensa.
A principi del segle xiv passà sota el domini de Venècia. Els venecians van portar una certa prosperitat: van excavar canals, alimentats pel riu Brenta que van fer tornar molins, fàbriques de paper, serradores i martells. Durant l'ocupació francesa, el 1809 els arxius parroquial i municipal van ser destruïts. A principi del segle xix, dues vegades la població va ser delmada per epidèmies, el 1817 pel tifus i el 1832 i 1837 per la còlera.
Després de la unificació italiana, el 1866 va prendre l'epítet «veneto» per distingir-lo del municipi Rossano (des de 2018 Corigliano-Rossano) a Calàbria.

## Persones
- El famós cantant d'òpera Francesco Navarrini (1855-1923) s'hi va retirar el 1914.[4]